# Sara & Jappa
Sara & Jappa, hrvatski jazz duo iz Splita. Čine ga Sara Brodarić i njezin otac Željko Brodarić Jappa. Ljubiteljima jazza poznati su po intimnim i sofisticiranim akustičnim vokalno-gitarskim interpretacijama američkih jazz klasika koje su izvodili Ella Fitzgerald, Peggy Lee, Etta James, Nat King Cole, Frank Sinatra i ine legende tog žanra. Sara & Jappa su idejni začetnici i organizatori splitskog festivala jazza Split At Night.

## Vanjske poveznice
- Facebook